# Peter Wikström
Peter Wikström, född 1977, är en svensk rullstolstennisspelare. Han har bland annat tagit sju SM-guld i singel, två VM-guld i lag samt ett silver och ett guld i dubbel tillsammans med Stefan Olsson i Paralympics.
Peter Wikström har en examen i sjukgymnastik från Luleå tekniska universitet.

## Övriga meriter
- Guld i dubbel på Paralympiska sommarspelen 2012
- Silver i dubbel på Paralympics i Peking 2008
- Deltagit i fyra paralympiska sommarspel, 2000 i Sydney, 2004 i Aten, 2008 i Beijing och 2012 i London
- Två guld på lag-vm, 2008 i Italien och 2010 i Turkiet
- Fyra brons på lag-vm, 2007 i Stockholm, 2009 i Nottingham, 2011 i Sydafrika och 2013 i Turkiet
- Sju SM-guld i singel och fem i dubbel
- Segrare i dubbelmasters 2008
- Har ca 25 singeltitlar på den internationella rullstolstennistouren (itftennis.com)
- Har ca 50 dubbeltitlar på den internationella rullstolstennistouren (itftennis.com)
- Utsedd till årets idrottare i Norrbotten 2012 (kuriren.nu)
- Erhöll PT-medaljen för årets idrottsprestation 2012 (pitea-tidningen.se)
- Prisad för årets prestation 2012 på Norrbottens idrottsgala
- Årets pitebo 2005